# Dawnbringer
Dawnbringer ist eine US-amerikanische Heavy-Metal-Band aus Chicago, Illinois. Sie wurde im Jahr 1995 von Chris Black in Malvern, Pennsylvania gegründet. Black ist oder war auch Mitglied der Bands Pharaoh, Nachtmystium, High Spirits und Superchrist.

## Geschichte
Nach der EP Sacrament und dem Debütalbum Unbleed, die beide bei dem Plattenlabel Twilight Records erschienen waren, veröffentlichte die Band im Jahr 2000 ihr zweites Album Catharsis Instinct bei Icarus Music aus Argentinien. Im Anschluss daran verlagerte Chris Black seine Aktivitäten nach Chicago und nahm mit teils neuen Musikern das Album In Sickness and In Dreams auf. Größere Bekanntheit erreichte die Band dann mit dessen Nachfolger Nucleus, das bei Profound Lore Records erschien. Auf diesem wurden Schlagzeug, E-Bass und das Keyboard von Chris Black zusätzlich zum Gesang selbst eingespielt, daneben sind vier (Gast-)Gitarristen zu hören.

## Diskografie
- 1996: Sacrament (EP, Twilight Records)
- 1997: Unbleed (Twilight Records)
- 2000: Catharsis Instinct (Icarus Music)
- 2006: In Sickness and in Dreams (Battle Kommand Records)
- 2010: Nucleus (Profound Lore Records)
- 2011: Three Soldiers Standing / Night of the Sinner (Single, Onslaught of Steel Records)
- 2012: Into the Lair of the Sun God (Profound Lore Records)
- 2014: "Night of the Hammer" (Profound Lore Records)

## Stil
Dawnbringer verbinden klassischen Heavy Metal mit Einflüssen aus Thrash, Black und Doom Metal. Hervorgehoben wurde die „technisch versierte, äußerst abwechslungsreiche und melodische Gitarrenarbeit“.